# Sinibaldo Vellei
Sinibaldo Vellei (Ascoli Piceno, 14 gennaio 1891 – Monte Sei Busi, 21 ottobre 1915) è stato un militare italiano insignito della medaglia d'oro al valor militare alla memoria nel corso della prima guerra mondiale.

## Biografia
Nacque ad Ascoli Piceno il 14 gennaio 1891, all'interno di una modesta famiglia di operai, figlio di Francesco e di Michelina Giancarli. Esercitava il mestiere di sarto quando il 31 dicembre 1910 si arruolò volontario nel Regio Esercito in forza al 17º Reggimento fanteria e col grado di sergente, due anni dopo, partecipò alla guerra italo-turca.
Trasferito al 69º Reggimento fanteria, dopo il suo rientro in Italia venne posto in congedo il 15 gennaio 1914. Richiamato alle armi all'atto della mobilitazione generale il 15 maggio 1915, tornò al 17º Reggimento fanteria della Brigata Acqui, con il quale, una settimana dopo entrò in guerra contro l'Impero austro-ungarico nel settore del Basso Isonzo, nella zona di Monfalcone. Assegnato al I Battaglione, si fece notare nel reggimento già dai primi giorni di guerra per lo sprezzo del pericolo e per l'esecuzione dei compiti più rischiosi, come l'apertura di varchi nei reticolati nemici con i tubi esplosivi, le ricognizioni e le incursioni nelle trincee nemiche. Al comando di un nucleo di volontari del reggimento fu decorato con una medaglia d’argento al valor militare una combattuta azione su Vermegliano il 30 giugno. Promosso sergente maggiore in agosto, ottenne la promozione a maresciallo per merito di guerra in settembre. Al comando di una grossa pattuglia di soldati scelti fra i più arditi del reggimento, tra il 18 e il 20 ottobre, nell'imminenza dell'attacco generale non lasciò tregua al nemico sorprendendolo con azioni portate anche oltre i reticolati. La mattina del 21 ottobre, iniziato l'attacco, nonostante le non buone condizioni di salute, al comando di un plotone del I Battaglione volle egualmente partecipare alle operazioni. Alla testa del suo plotone, riuscì, sotto un fuoco avversario, ad entrare nel trinceramento austriaco di Monte Sei Busi, catturando circa ottanta prigionieri e due mitragliatrici. Rimasto ferito ad un braccio e medicatosi come poteva, continuò a combattere. Rimasto con pochi uomini mantenne la posizione anche sotto il violento fuoco nemico, finché cadde mortalmente ferito mentre incitava i pochi superstiti a resistere. Con decreto Luogotenenziale del 20 agosto 1916 fu insignito della medaglia d’oro al valor militare alla memoria.